# Solenopsis angulata
Solenopsis angulata é uma espécie de formiga do gênero Solenopsis, pertencente à subfamília Myrmicinae.